# Antoine Joseph Dezallier d'Argenville
Antoine-Joseph Dezallier d'Argenville (Parigi, 1680 – 1765) è stato un naturalista francese.
Si occupò sia di storia dell'arte che di scienze naturali: nel primo campo redasse l'opera Abrégé de la vie des plus fameux peintres (1745), mentre nel secondo fu autore della fondamentale Histoire naturelle éclaircie dans deux de ses parties principales, la lithologie et la conchyliologie (1742).